# Gadsden County
Gadsden County is een county in de Amerikaanse staat Florida.
De county heeft een landoppervlakte van 1.337 km² en telt 45.087 inwoners (volkstelling 2000). De hoofdplaats is Quincy.

## Bevolkingsontwikkeling

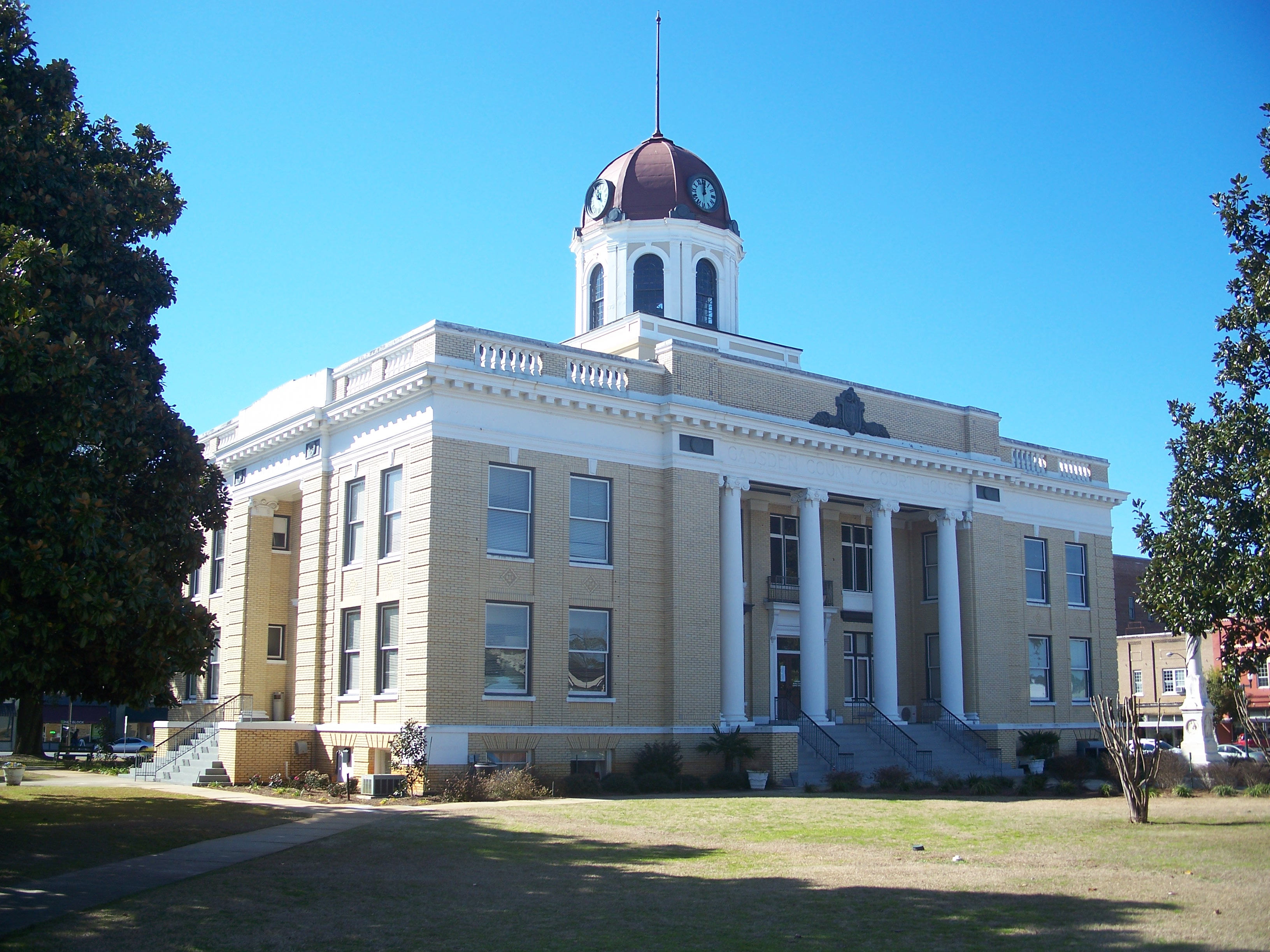
Gerechtsgebouw van Gadsden County